# Bogutovac
Bogutovac (szerbül: Богутовац), település Szerbiában, a Raškai körzet Kraljevoi községében.

## Népesség
- 1948-ban 975 lakosa volt.
- 1953-ban 1 084 lakosa volt.
- 1961-ben 1 159 lakosa volt.
- 1971-ben 1 006 lakosa volt.
- 1981-ben 891 lakosa volt.
- 1991-ben 687 lakosa volt.
- 2002-ben 547 lakosa volt, akik közül 537 szerb (98,17%), 3 montenegrói, 1 macedón, 4 ismeretlen.